# 本·薩維奇
本·薩維奇（Bennett Joseph "Ben" Savage，1980年9月13日—）是美國的一位演員。他最著名的作品是在ABC情景喜劇淘氣小子看世界和其中飾演主角Cory Matthews。他出生在一個猶太教改革派家庭。他的哥哥弗萊德·薩維奇和姐姐卡拉·薩維奇也是演員。